# Peter Amsler (Verleger)
Peter Amsler (* 21. August 1970 in Menden/Sauerland) ist ein deutscher Lehrer und Publizist. Seit 2018 ist er Verleger des Erzählverlags aus Berlin, des deutschsprachigen Fachverlags für das freie mündliche Erzählen.

## Leben
Peter Amsler studierte von 1991 bis 1998 mit Abschluss Erstes Staatsexamen Deutsche Philologie und Sozialkunde für das Lehramt am Gymnasium an der Johannes Gutenberg-Universität in Mainz. Danach absolvierte er eine einjährige Fortbildung bei Klett WBS in Frankfurt am Main zum Personaltrainer in der betrieblichen Aus- und Weiterbildung.
Als Anhänger des Bahaitums war er von 2000 bis 2014 Büroleiter und Referent für Menschenrechtsfragen im Büro für Außenbeziehungen des Nationalen Geistigen Rates der Bahá’í in Deutschland. Die Lage religiöser Minderheiten in islamisch geprägten Ländern, insbesondere die Lage der Bahai in der Islamischen Republik Iran und Ägypten, waren Schwerpunkt seiner Arbeit.
Ab 2003 arbeitete er darüber hinaus im Verbund mit weiteren Mitgliedsorganisationen des Forum Menschenrechte in der Arbeitsgemeinschaft Menschenrechtsbildung und war zeitweise ihr Sprecher. Die Arbeitsgemeinschaft formulierte 2006 Standards der Menschenrechtsbildung in Schulen und gab 2011 in Zusammenarbeit mit der Deutschen UNESCO-Kommission Empfehlungen für die Menschenrechtsbildung in der frühkindlichen Bildung in Deutschland heraus. 2010 wurden die Standards der Menschenrechtsbildung in Schulen von der OSZE als beispielhaft empfohlen.
Im Zuge der Tätigkeit als Bildungsreferent nahm Amsler von 2011 bis 2014 seine unterbrochene Ausbildung zum Lehrberuf erneut auf und absolvierte im Seminar für Waldorf-Pädagogik in Berlin berufsbegleitend eine Ausbildung zum Klassenlehrer an Waldorfschulen. Von 2014 bis 2018 arbeitete er als Klassenlehrer an der Freien Waldorfschule Kleinmachnow.
Nach Gründung des Erzählverlags im Juli 2018 wechselte er an die Emil-Molt-Schule in Berlin-Zehlendorf. Zwischenzeitlich arbeitet er an der Rudolf-Steiner-Schule in Berlin-Dahlem. Seitdem arbeitet er neben seiner verlegerischen Tätigkeit als pädagogische Fachkraft im Schulhort.

## Wirken
Amsler spricht im religionsübergreifenden Dialog in Berlin in der Funktion eines Landesbeauftragten für den interreligiösen Dialog in Berlin der Bahá’í-Gemeinde in Deutschland K.d.ö.R. Seit 2011 ist er Mitglied des Initiativkreises zur Vorbereitung der Langen Nacht der Religionen in Berlin, bis 2013 war er als Gründungsvorsitzender tätig. 2020 wurde die Lange Nacht der Religionen in Berlin vom Bündnis für Demokratie und Toleranz (BfDT) als „Vorbildliches Projekt“ ausgezeichnet.
Seit 2018 vertritt er die Perspektive der Bahá’í-Gemeinde in Deutschland K.d.ö.R. im Koordinierungskreis des Berliner Forums der Religionen und war bis 2021 Mitglied des Sprecherkreises.

## Schriften (Auswahl)
- mit Elke Bruck, Manuel Fröhlich, Hans Christian Heinz, Ines Hennig, Norbert Himmler, Stephan Welker: Was eint und was trennt die Deutschen? Stimmungs- und Meinungsbilder nach der Vereinigung. Forschungsgruppe Deutschland am Institut für Politikwissenschaft der Johannes-Gutenberg-Universität Mainz. Mainz 1995, ISBN 978-3-929520-18-7.
- Religiöse Erziehung mit Kopf, Herz und Hand in der Bahá'í-Religion. In: Deutsche Liga für das Kind (Hrsg.), Frühe Kindheit. Ausgabe 3, Berlin 2006.
- Freiheit im Glauben. Das Recht auf Religions- und Glaubensfreiheit aus Sicht der Bahá‘í-Religion. In: Christoph Elsas (Hrsg.), Interreligiöse Verständigung zu Glaubensverbreitung und Religionswechsel. VI. Internationales Rudolf-Otto-Symposion 2008, Berlin 2010, ISBN 978-3-936912-91-3.
- Von sakralen und sozialen Räumen. Ein Raumkonzept der Bahá'í. In: Berliner Forum der Religionen (Hrsg.), Jeder nach seiner Façon. Vielfalt und Begegnung der Religionen in Berlin, Berlin 2015.[12]
- Gebet im Bahá'ítum. In: Thomas Schimmel, Michaela Arndt (Hrsg.), Gebet in den Religionen – Ausdruck des Glaubens und der Spiritualität. Berlin 2018, ISBN 978-3-748119-89-0.
- als Hrsg.: Der, der die Tiefe sah: das Gilgamesch-Epos frei erzählen in der Schule. Reihe Erzählhefte Bd. 2, Der Erzählverlag 2019, ISBN 978-3-947831-30-2.
- als Hrsg.: Lehrerhandreichung mit Kopiervorlagen – Uwe Münkemüller: Tonka – Mädchen der Sioux, Zwischen den Welten. Der Erzählverlag 2021, ISBN 978-3-947831-20-3.